# DFS 194
DFS 194 var ett tyskt raketflygplan från andra världskriget konstruerat av Alexander Lippisch. Flygplanet är baserat på Lippisch tidigare konstruktioner av flygande vingar och var från början tänkt som ett kolvmotordrivet flygplan med skjutande propeller. Flygplanskroppen blev färdig i mars 1938.
Under året får Reichsluftfahrtministerium upp ögonen för konstruktionen och inser att flygplanstypen kanske passar till Hellmuth Walters nykonstruerade raketmotor. 2 januari 1939 överfördes Lippisch och hans konstruktörer vid DFS som arbetat med DFS 194 till Messerschmitts konstruktionskontor för att konstruera en raketdriven flygande vinge till RLM. För att spara tid använde man den redan färdigställda flygplanskroppen som modifierades för att passa till Walters R I-203 raketmotor. Under hösten blev modifieringen och monteringen av motorn klar och flygplanet flyttades i oktober 1939 till Peenemünde för att genomgå motortester. Tidigt under 1940 inledde Heini Dittmar flygutprovningen. Till en början endast i form av glidflygningar, i augusti genomförde man den första flygningen med raketdrift. 
Redan vid första flygningen nådde man en fart på 550 km/h. Flygplanet visade sig trots hög toppfart och goda flygegenskaper inte duga till att bli ett bra stridsflygplan, då det inte kunde medföra bränsle för längre uppdrag men RLM placerade ändå en vidareutveckling överst på sin önskelista. Lippisch och Willy Messerschmitt arbetade med konstruktionen av Messerschmitt Me 163 på RLM:s anmodan. Under arbetet uppstod slitningar mellan de två konstruktörerna men trots det kunde det nykonstruerade flygplanet premiärflyga våren 1941 som ett glidflygplan. Lippisch lämnade DFS och Messerschmitt 1943 för att bedriva forskning i problematiken med flygning i hög fart vid Luftfahrtforschungsanstalt Wien (LFW) i Wien Österrike.